# Peter Hansen (Glockengießer)
Peter Hansen, auch Hanssen oder Peter Klockengeter (bl. zwischen 1462 und 1511 in Flensburg; † wohl zwischen 1513 und 1521) war ein schleswig-holsteinischer Bronze- und Glockengießer der Spätgotik.

## Leben
Die früheste erhaltene Glocke Hansens in Stedesand datiert auf das Jahr 1462. Urkundlich ist er in Flensburg als Bürger und Hauseigentümer 1489 belegt. 1511 war er Kassenverwalter des Liebfrauenaltars der Nikolaikirche in Flensburg, in der auch eine seiner künstlerisch besten Bronzefünten steht. Thieme-Becker stellen seine reliefverzierten Arbeiten als „künstlerisch beachtenswert“ heraus.

## Werke
- Glocke für Stedesand, 1462

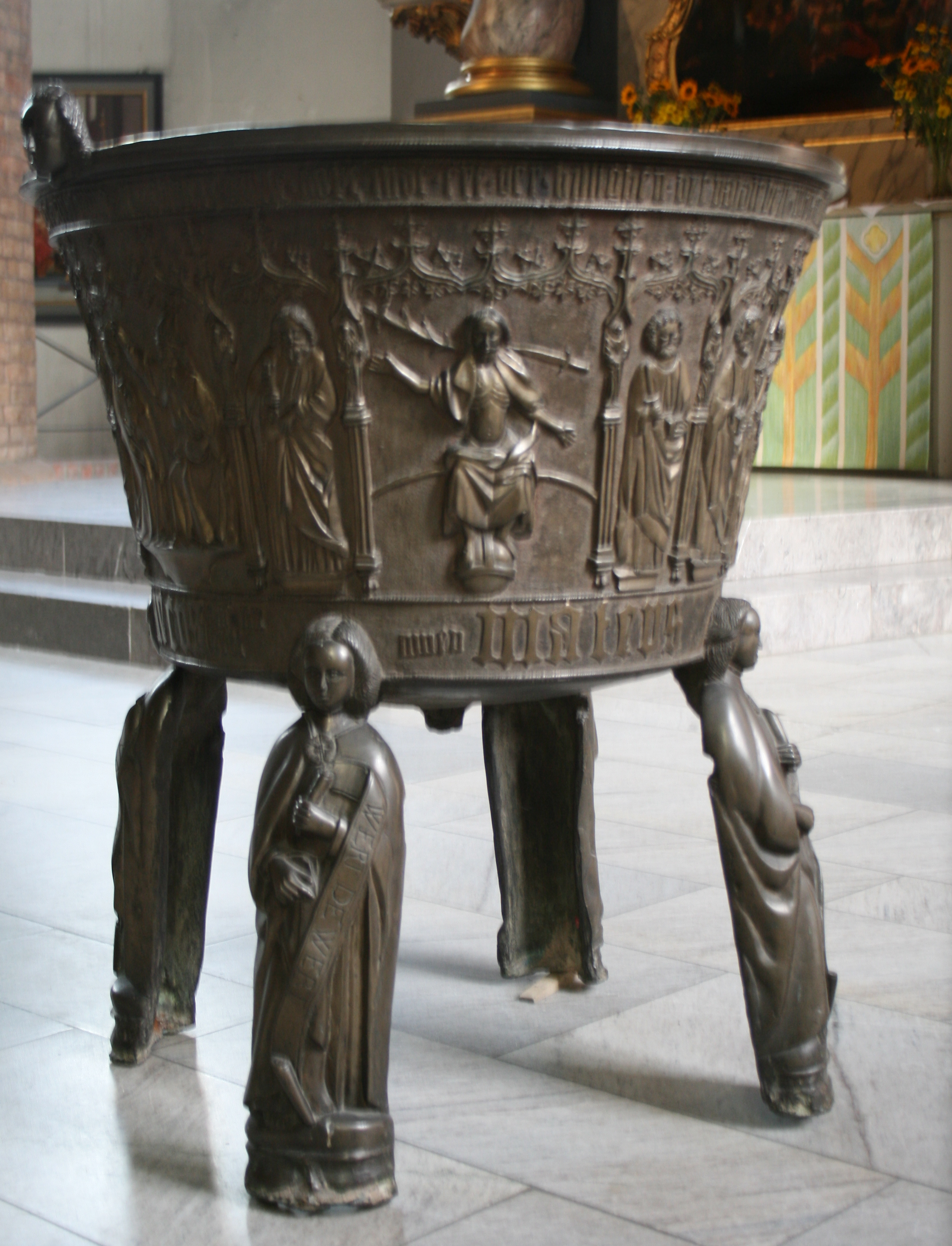
Bronzefünte der Flensburger Nikolaikirche

- Glocke für St. Magnus in Tating, 1483
- Bronzefünte für die Marienkirche (Dom) in Hadersleben, 1485
- Glocke für Kating, 1487[1]
- Bronzefünte für St. Jacobi in Halk, 1491
- Bronzefünte für die Nikolaikirche in Flensburg, 1497[2]

### Zuschreibungen bei Thieme-Becker
- Marienglocke für St. Katharinen in Kirchbarkau, 1482
- Bronzefünte für die Marienkirche in Norderbrarup, 1486[3]
- Glocke für die Bedekaspeler Kirche in Bedekaspel (Ostfriesland), 1486
- Bronzefünte für die Wibadi-Kirche in Wiegboldsbur, 1496
- Bronzefünte im Dom zu Aarhus als Geschenk des Bischofs Jens Iversen Lange, 1481